# 開成高校生殺人事件
開成高校生殺人事件（かいせいこうこうせいさつじんじけん）は、1977年（昭和52年）10月30日未明、東京都北区のマンションで開成高校生が父親に絞殺された事件。

## 概要
殺害された少年の家庭内暴力などといった異常な行為が事件発生の大きな要因とされた。このまま事態が進行すれば息子が犯罪者になってしまうと考え、それを避けるべく犯行に至ったとされる。
息子の殺害後には両親も揃って自殺するつもりだったが、父親が自首することとなった。法廷で情状証人として父親をかばった母親の努力もあり、異例の温情判決で執行猶予つきの懲役3年となった。しかしその後、母親は「息子を返して」と父親をなじり始め、1978年7月2日に首吊り自殺した。「母親は息子と近親相姦の関係にあった」と早坂暁は記している。
事件の経緯を綴った高杉晋吾の著作によれば、ミッションスクールの小学校を優秀な成績で卒業し、開成中学校に入学した当時のプライドを、事件の前年1976年5月に家庭内における権威であった祖父の死去によって「全面的に崩壊させ、自虐的劣等感を噴出させた」と指摘している。学友の両親は「医師、弁護士、大学教授」などステータス・シンボルの揃った肩書きだったが、少年の父親は小学校卒で大衆酒場の経営者だった。母親と担任教師との面談の場で「レストラン経営」と言うと「『おやじの店はレストランじゃない』と顔色を変えて怒った」という。

## 作品
1978年にTBS「七人の刑事・三人家族」でドラマ化された。フィクションも交えているが、概ねこの事件に沿っている。脚本は早坂暁。
1979年に新藤兼人監督によって「絞殺」として映画化された。
1983年にテレビ朝日「子供たちの復讐 ~開成高校生殺人事件」として、石橋蓮司、宮本信子、坂上忍主演でドラマ化された。